# 中吳軍節度使
中吳軍節度使，五代十国吴越国的节度使，治所在苏州（今江苏省苏州市）。
吴越国约在贞明元年（915年）后，在苏州设立中吴軍節度使，下辖苏州。宋太宗太平兴国三年（978年），吴越国归降宋朝。北宋改中吳軍節度使为平江军节度使。

## 历任节度使
- 钱元璙（913年—942年）
- 钱文奉（942年—969年）
- 孙承佑（969年—974年）
- 杜叔詹（974年—975年）
- 孙承佑（975年—978年）